# 1968年の鉄道
1968年の鉄道（1968ねんのてつどう）とは、1968年（昭和43年）に起こった鉄道関係の出来事をまとめたページである。
1967年の鉄道 - 1968年の鉄道 - 1969年の鉄道

## 出来事の一覧

### 1月
- 1月1日
  - 伊予鉄道
    - （新駅開業）  福音寺駅（横河原線 伊予立花駅（現・いよ立花駅） - 北久米駅間）
- 1月4日
  - 名古屋鉄道
    - （駅廃止）  広江駅（名古屋本線）
- 1月7日
  - 名古屋鉄道
    - （駅廃止）  東知立駅（名古屋本線）
- 1月30日
  - 日本国有鉄道
    - （複線化）  中央本線 山梨市駅 - 別田駅（現・春日居町駅）間 (2.8 km)
- 1月31日
  - 姫路市交通局（後・姫路市企業局交通事業部）
    - （駅休止） 大将軍駅（モノレール線）

### 2月
- 2月1日
  - 日本国有鉄道
    - （駅名改称）  紀和駅←和歌山駅（初代）（紀勢本線）

### 3月
- 3月1日
  - 日本国有鉄道
    - （駅名改称）  和歌山駅（2代）←東和歌山駅（紀勢本線）
- 3月18日
  - 日本国有鉄道
    - （複線化）  鹿児島本線 玉名駅 - 肥後伊倉駅間 (4.2 km)
- 3月20日
  - 近畿日本鉄道
    - （新駅開業）  東生駒駅（奈良線 生駒駅 - 富雄駅間）
- 3月21日
  - 京福電気鉄道（現・えちぜん鉄道）
    - （路線廃止）  三国芦原線 電車三国駅 - 東尋坊口駅間 (1.6 km)（1944年1月11日から休止）
    - （駅廃止）   電車三国駅、宿駅、東尋坊口駅
- 3月22日
  - 日本国有鉄道
    - （複線化）  鹿児島本線 長洲駅 - 大野下駅間 (4.7 km)
- 3月25日
  - 日本国有鉄道
    - （新駅開業）  野々市駅（北陸本線 松任駅 - 西金沢駅間）
    - （新駅開業）  北大野駅（越美北線 牛ケ原駅 - 越前大野駅間）
- 3月28日
  - 日本国有鉄道
    - （常設駅化） 都賀駅←都賀仮乗降場（総武本線）

### 4月
- 4月1日
  - 日本国有鉄道
    - （駅名改称） ニセコ駅←狩太駅 （函館本線）
    - （路線名改称） 男鹿線 ← 船川線
    - （駅名改称） 男鹿駅←船川駅 （男鹿線）
    - （駅名改称） 仁賀保駅←羽後平沢駅 （羽越本線）
    - （新線開業） 丸森線（現・阿武隈急行線） 槻木駅 - 丸森駅 (17.4 km)
    - （新駅開業） 横橋駅（現・東船岡駅）、岡駅、角田駅、丸森駅

  - 関東鉄道
    - （新駅開業）  新取手駅（常総線 寺原駅 - 稲戸井駅間）

  - 東京急行電鉄（現・東急電鉄）
    - （延伸開業） 田園都市線 長津田駅 - つくし野駅 (1.2 km)
    - （新駅開業） つくし野駅
- 4月7日
  - 神戸高速鉄道
    - （新線開業） 東西線（現・阪神神戸高速線） 西代駅 - 元町駅 (5.0 km)
    - （新線開業） 東西線（現・阪急神戸高速線） 新開地駅 - 三宮駅（現・神戸三宮駅） (2.8 km)
    - （新線開業） 南北線（現・神戸電鉄神戸高速線） 新開地駅 - 湊川駅 (0.4 km)
    - （新駅開業） 西代駅、高速長田駅、大開駅、高速神戸駅、新開地駅、西元町駅、元町駅、花隈駅、三宮駅、湊川駅

  - 京阪神急行電鉄（現・阪急電鉄）
    - （駅名改称） 三宮駅←神戸駅（神戸本線）

  - 山陽電気鉄道
    - （路線廃止）  本線 電鉄兵庫駅 - 西代駅間 (1.0 km)
    - （駅廃止）  電鉄兵庫駅、長田駅
- 4月16日
  - 日本国有鉄道
    - （複線化）  鹿児島本線 木場茶屋駅 - 堅山信号場間 (2.9 km)
    - （信号場廃止）   堅山信号場

### 5月
- 5月1日
  - 京成電鉄
    - （新駅開業）  勝田台駅（本線 京成大和田駅 - 志津駅間）
- 5月14日
  - 新京成電鉄
    - （路線移設）  新京成線 前原駅 - 京成津田沼駅間（藤崎台駅経由から新津田沼駅経由に変更）
    - （駅移設）   新津田沼駅
    - （駅廃止）   藤崎台駅
- 5月15日
  - 日本国有鉄道
    - （駅廃止）  豊泉駅（室蘭本線）

  - 西武鉄道
    - （路線名改称） 拝島線 ← 上水線
    - （延伸開業） 拝島線 玉川上水駅 - 拝島駅間 (7.1 km)
    - （新駅開業）  西武立川駅、拝島駅

  - 新京成電鉄
    - （複線化）  新京成線 前原駅 - 新津田沼駅間 (1.4 km)
- 5月23日
  - 日本国有鉄道
    - （複線化）  鹿児島本線 倉谷信号場 - 津奈木駅間 (5.6 km)
    - （信号場廃止）   倉谷信号場
- 5月25日
  - 日本国有鉄道
    - （延伸開業） 篠栗線 桂川駅 - 篠栗駅間 (14.8 km)
    - （新駅開業）  筑前大分駅、九郎原駅、城戸駅（現・城戸南蔵院前駅）、筑前山手駅

### 6月
- 6月1日
  - 赤城登山鉄道
    - （路線廃止）  利平茶屋駅 - 赤城山頂駅間 (1.0 km)（前年11月5日から休止）
    - （駅廃止）  利平茶屋駅、赤城山頂駅

  - 三岐鉄道
    - （駅名改称） 宇賀渓口駅（現・三里駅（2代））←三里駅（初代）（三岐線）
- 6月10日
  - 伊予鉄道
    - （新駅開業）  西衣山駅（高浜線 山西駅 - 衣山駅間）
- 6月11日
  - 東武鉄道
    - （路線廃止）  徳川河岸線 木崎駅 - 徳川河岸駅間 (3.2 km)
    - （駅廃止）   徳川河岸駅、平塚河岸駅
- 6月15日
  - 東京都交通局
    - （複線化）  地下鉄1号線（現・浅草線） 新橋駅 - 大門駅間 (1.0 km)
- 6月17日
  - 長崎電気軌道
    - （延伸開業） 本線 思案橋停留場 - 正覚寺下停留場（現・崇福寺停留場）間 (0.3 km)
    - （新駅開業）  正覚寺下停留場
- 6月20日
  - 日本国有鉄道
    - （新駅開業）  朝霧駅（山陽本線 舞子駅 - 明石駅間）
- 6月21日
  - 東京都交通局
    - （延伸開業） 地下鉄1号線 大門駅 - 泉岳寺駅間 (2.6 km)
    - （新駅開業）  三田駅、泉岳寺駅

  - 京浜急行電鉄
    - （延伸開業） 本線 泉岳寺駅 - 品川駅間 (1.2 km)
    - （新駅開業）  泉岳寺駅

### 7月
- 7月1日
  - 東武鉄道
    - （新駅開業）  七光台駅（野田線 川間駅 - 清水公園駅間）
- 7月7日
  - 能勢電気軌道（現・能勢電鉄）
    - （新駅開業）  ときわ台駅（妙見線 笹部駅 - 妙見口駅間）
- 7月11日
  - 京福電気鉄道（福井支社）
    - （路線廃止） 丸岡線 本丸岡駅 - 西長田駅 (7.6 km)
    - （駅廃止）  本丸岡駅、一本田駅、舟寄駅、新福島駅、丸岡駅、東長田駅
- 7月21日
  - 日本国有鉄道
    - （路線移設）  東北本線（現・青い森鉄道線） 野内駅 - 青森駅間
    - （新駅開業）  東青森駅
    - （駅廃止）  浦町駅、浪打駅
- 7月25日
  - 日本国有鉄道
    - （複線化）  奥羽本線 赤湯駅 - 北赤湯信号場間 (5.5 km)
- 7月29日
  - 大阪市営地下鉄（現・大阪市高速電気軌道）
    - （延伸開業） 4号線（現・中央線） 森ノ宮駅 - 深江橋駅 (2.3 km)
    - （新駅開業） 緑橋駅、深江橋駅

### 8月
- 8月6日
  - 日本国有鉄道
    - （複線化）  信越本線 黒井駅 - 犀潟駅間 (4.4 km)
- 8月9日
  - 日本国有鉄道
    - （複線化）  北陸本線 魚津駅 - 片貝信号場間 (2.6 km)
- 8月20日
  - 日本国有鉄道
    - （複線化）  信越本線 中軽井沢駅 - 信濃追分駅間 (3.2 km)
    - （複線化）  鹿児島本線 松橋駅 - 小川駅間 (6.2 km)
- 8月22日
  - 静岡鉄道
    - （路線廃止） 駿遠線 大井川駅 - 堀野新田駅 (23.9 km)
    - （駅廃止）  遠州神戸駅、上吉田駅、根松駅、細江駅、静波駅、榛原町駅、片浜駅、太田浜駅、相良駅、新相良駅、波津駅、須々木駅、落居駅、地頭方駅、堀野新田駅
- 8月27日
  - 日本国有鉄道
    - （複線化）  中央本線 相模湖駅 - 上野原駅間 (7.2 km)
- 8月28日
  - 日本国有鉄道
    - （電化）  函館本線 小樽駅 - 滝川駅 (117.3 km・交流20,000 V・50 Hz)
    - （複線化）  鹿児島本線 上熊本駅 - 熊本駅間 (3.3 km)
- 8月30日
  - 日本国有鉄道
    - （複線化）  奥羽本線 石川駅 - 弘前駅間 (6.4 km)
    - （複線化）  中央本線 初鹿野駅（現・甲斐大和駅） - 塩山駅間 (10.4 km)

### 9月
- 9月1日
  - 東武鉄道
    - （駅名改称） 南羽生駅←須影駅（伊勢崎線）
- 9月5日
  - 日本国有鉄道
    - （複線化）  室蘭本線 有珠駅 - 長和駅間 (4.9 km)
    - （複線化）  信越本線 高崎駅 - 北高崎駅間 (2.4 km)
- 9月6日
  - 日本国有鉄道
    - （複線化）  信越本線 御代田駅 - 平原駅間 (5.1 km)
- 9月8日
  - 日本国有鉄道
    - （複線化）  奥羽本線 山形駅 - 北山形駅間 (1.9 km)
    - （交流化）  奥羽本線 山形駅 - 羽前千歳駅 (4.8 km・交流20,000 V・50 Hz ← 直流1,500 V)
- 9月10日
  - 日本国有鉄道
    - （複線化）  信越本線 信濃追分駅 - 御代田駅間 (6.0 km)
- 9月11日
  - 日本国有鉄道
    - （複線化）  信越本線 米山駅 - 笠島駅間 (3.9 km)
- 9月12日
  - 日本国有鉄道
    - （複線化）  信越本線 西上田駅 - 坂城駅間 (6.0 km)
- 9月14日
  - 日本国有鉄道
    - （複線化）  鹿児島本線 西里駅 - 上熊本駅間 (4.5 km)
- 9月15日
  - 日本国有鉄道
    - （複線化）  室蘭本線 由仁駅 - 栗山駅間 (5.1 km)
- 9月16日
  - 日本国有鉄道
    - （複線化）  北陸本線 姫川信号場 - 糸魚川駅間 (3.5 km)
    - （信号場廃止）  姫川信号場（北陸本線 青海駅 - 糸魚川駅間）
- 9月19日
  - 日本国有鉄道
    - （複線化）  室蘭本線 黄金駅 - 陣屋町駅間 (4.6 km)
    - （複線化）  信越本線 小諸駅 - 滋野駅間 (5.9 km)
    - （信号場開業）  初野信号場（鹿児島本線 津奈木駅 - 水俣駅間）

  - 豊橋鉄道
    - （路線廃止）  田口線 本長篠駅 - 三河田口駅間 (22.6 km)
    - （駅廃止）  本長篠駅、三河大草駅、鳳来寺駅、玖老勢駅、三河大石駅、三河海老駅、滝上駅、田峰駅、長原前駅、清崎駅、大久賀多駅、鮎淵駅、三河田口駅
- 9月20日
  - 日本国有鉄道
    - （複線化）  中央本線 梁川駅 - 猿橋駅間 (7.7 km)
- 9月21日
  - 日本国有鉄道
    - （複線化）  函館本線 落部駅 - 野田生駅間 (5.3 km)
    - （3線化）  山陽本線 宇部駅 - 厚狭駅間 (9.8 km)
- 9月22日
  - 日本国有鉄道
    - （複線化）  奥羽本線 庭坂駅 - 赤岩駅間 (7.7 km)、奥羽本線 大沢駅 - 関根駅間 (6.0 km)
    - （交流化）  奥羽本線 福島駅 - 米沢駅 (40.1 km・交流20,000 V・50 Hz ← 直流1,500 V)
- 9月23日
  - 日本国有鉄道
    - （複線化）  奥羽本線 上ノ山駅 - 蔵王駅間 (6.8 km)
    - （電化）  奥羽本線 米沢駅 - 山形駅 (47.0 km・交流20,000 V・50 Hz)
- 9月24日
  - 日本国有鉄道
    - （複線化）  信越本線 越後広田駅 - 長鳥駅間 (2.7 km)
    - （複線化）  中央本線 上野原駅 - 四方津駅間 (4.2 km)
- 9月25日
  - 日本国有鉄道
    - （複線化）  室蘭本線 大岸駅 - 豊浦駅間 (3.2 km)
    - （複線化）  北陸本線 有間川駅 - 谷浜駅間 (3.3 km)
    - （信号場開業）  鳥越信号場（奥羽本線 舟形駅 - 新庄駅間）
- 9月26日
  - 日本国有鉄道
    - （複線化）  信越本線 犀潟駅 - 潟町駅間 (4.1 km)
- 9月27日
  - 日本国有鉄道
    - （複線化）  奥羽本線 大館駅 - 白沢駅間 (6.5 km)
    - （複線化）  北陸本線 角川信号場 - 魚津駅間 (3.3 km)
    - （信号場廃止）  角川信号場（北陸本線 東滑川駅 - 魚津駅間）
    - （複線化）  鹿児島本線 上伊集院駅 - 広木信号場間 (5.4 km)
- 9月28日
  - 日本国有鉄道
    - （複線化）  函館本線 近文駅 - 旭川駅間 (4.0 km)
    - （複線化）  信越本線 塚山駅 - 越後岩塚駅間 (4.7 km)
    - （複線化）  中央本線 甲府駅 - 竜王駅間 (4.5 km)
    - （複線化）  鹿児島本線 植木駅 - 西里駅間 (4.2 km)
- 9月29日
  - 日本国有鉄道
    - （複線化）  奥羽本線 及位駅 - 院内駅間 (8.2 km)
- 9月30日
  - 日本国有鉄道
    - （電化） 鹿児島本線 熊本駅 - 川尻駅間 (5.3 km・交流20,000 V・60 Hz)

### 10月
- 10月1日
  - 日本国有鉄道
    - （延伸開業） 仙石線貨物支線 釜駅（現・石巻港駅） - 石巻埠頭駅間 (2.9 km)
    - （新駅開業）  石巻埠頭駅
    - （新駅開業）  北旭川駅（宗谷本線 新旭川駅 - 永山駅間、貨物駅）
    - （新駅開業）  新蒲原駅（東海道本線 岩淵駅（現・富士川駅） - 蒲原駅間）
    - （新駅開業）  下兵庫駅（和歌山線 隅田駅 - 橋本駅間）
    - （駅名改称）  南木曽駅←三留野駅 （中央本線）
    - （駅名改称）  黒姫駅←柏原駅 （信越本線）
    - （駅名改称）  白馬駅←信濃四ツ谷駅 （大糸線）
    - （駅名改称）  津南駅←越後外丸駅 （飯山線）
    - （駅移転・改称）  一志駅←伊勢田尻駅（名松線）

  - 北海道拓殖鉄道
    - （路線廃止）  新得駅 - 瓜幕駅間 (28.7 km)
    - （駅廃止）  新得駅、南新得駅、佐幌駅、屈足駅、熊牛駅、新幌内駅、中鹿追駅、鹿追駅、自衛隊前駅、瓜幕駅

  - 京葉臨海鉄道
    - （延伸開業） 臨海本線 椎津駅 - 袖ケ浦駅（現・北袖駅）間 (2.2 km)
    - （新駅開業）  袖ケ浦駅

  - 名古屋鉄道
    - （新駅開業）  蒲郡競艇場前駅（蒲郡線。塩津駅と拾石駅を統合）
    - （駅廃止） 塩津駅、拾石駅（蒲郡競艇場前駅に統合）
- 10月17日
  - 日本国有鉄道（現・会津鉄道）
    - （仮乗降場開業）  舟子仮乗降場（現・大川ダム公園駅）（会津線 上三寄駅（現・芦ノ牧温泉駅） - 桑原駅（現・芦ノ牧温泉南駅）間）
- 10月24日
  - 日本国有鉄道
    - （新線開業） 柳津線（現・気仙沼線） 前谷地駅 - 柳津駅間 (17.5 km)
    - （新駅開業）  和渕駅、のの岳駅、陸前豊里駅、御岳堂駅、柳津駅

### 11月
- 11月1日
  - 日本国有鉄道
    - （路線廃止） 漆生線貨物支線 漆生駅 - 稲築駅間 (1.0 km)
    - （駅廃止）  稲築駅
- 11月15日
  - 日本国有鉄道
    - （複線化）  室蘭本線 稀府駅 - 黄金駅間 (4.5 km)

  - 東京都交通局
    - （延伸開業） 地下鉄1号線 泉岳寺駅 - 西馬込駅間 (6.9 km)
    - （新駅開業）  高輪台駅、五反田駅、戸越駅、中延駅、馬込駅、西馬込駅

### 12月
- 12月3日
  - 苫小牧港開発
    - （新線開業） 会社線 新苫小牧駅 - 石油埠頭駅 (10.2 km)
    - （新駅開業） 新苫小牧駅、一本松駅、石油埠頭駅
- 12月16日
  - 東野鉄道
    - （路線廃止）  西那須野駅 - 黒羽駅間 (13.1 km)
    - （駅廃止）  西那須野駅、乃木神社前駅、大高前駅、大田原駅、中田原駅、金丸原駅、白旗城址前駅、黒羽駅
- 12月17日
  - 大阪市営地下鉄（現・大阪市高速電気軌道）
    - （延伸開業） 2号線（現・谷町線） 谷町四丁目駅 - 天王寺駅 (3.8 km)
    - （新駅開業） 谷町六丁目駅、谷町九丁目駅、四天王寺前駅（現・四天王寺前夕陽ヶ丘駅）
- 12月20日
  - 近畿日本鉄道
    - （新駅開業）  近畿日本丹波橋駅（現・近鉄丹波橋駅）（京都線。丹波橋駅から分離開業）
- 12月27日
  - 東京都交通局
    - （新線開業） 地下鉄6号線（現・三田線） 巣鴨駅 - 志村駅（現・高島平駅） (10.4 km)
    - （新駅開業） 巣鴨駅、新板橋駅、板橋区役所前駅、板橋本町駅、本蓮沼駅、志村坂上駅、志村三丁目駅、蓮根駅、西台駅、志村駅

## 主なダイヤ改正
- 3月20日
  - 名古屋鉄道
- 5月12日
  - 名古屋鉄道
- 5月14日
  - 西武鉄道
- 8月5日
  - 名古屋鉄道
- 8月26日
  - 名古屋鉄道
- 10月1日
  - 日本国有鉄道
- 12月11日
  - 名古屋鉄道
- 11月13日
  - 西武鉄道
- 12月20日
  - 近畿日本鉄道

## 災害・不通・事故・事件など

### 1月
- 1月18日
  - 南海電鉄天下茶屋駅列車衝突事故
- 1月27日
  - 営団地下鉄日比谷線神谷町駅車両火災事故

### 4月
- 4月19日
  - 上越線群馬総社駅構内列車衝突事故

### 6月
- 6月5日
  - 阪急電鉄甲陽線ホーム激突事故
- 6月16日
  - 横須賀線電車爆破事件
- 6月18日
  - 伊豆急行川奈駅構内列車接触事故
- 6月28日
  - 急行「おき」機関車脱線転覆事故

### 7月
- 7月16日
  - 御茶ノ水駅電車追突事故

### 8月
- 8月17日
  - 相模鉄道瀬谷駅構内列車衝突事故
- 8月26日
  - 豊橋鉄道老津駅構内列車衝突事故

### 10月
- 10月12日
  - 急行かむい1号脱線事故

### 11月
- 11月22日
  - 京阪電鉄京津線電車脱線事故
- 11月23日
  - 籠原電車区構内脱線事故
  - 山陽電鉄中八木 - 江井ヶ島間列車衝突事故

### 12月
- 12月29日
  - 十和田観光電鉄正面衝突事故

## 鉄道車両

### 新系列・新形式
- 日本国有鉄道
  - ED78形電気機関車
  - EF66形電気機関車
  - EF71形電気機関車
  - EF81形電気機関車
  - 169系電車
  - 485系電車
  - 583系電車
  - クモヤ91形電車
  - キハ181系気動車
  - スニ40形客車
  - トラ43500形貨車
  - ポム200形貨車
  - レム9000形貨車
  - レサ5000形貨車
  - トキ21100形貨車
  - トキ21500形貨車
  - トキ22000形貨車
  - チキ900形貨車
  - チキ5500形貨車（2代）
  - コム1形貨車
  - コキ1000形貨車
  - セキ6000形貨車
  - ヨ9000形貨車
  - ヤ400形貨車
  - タ10900形貨車
  - タ11000形貨車
  - タ13300形貨車
  - タム5850形貨車
  - タム20080形貨車
  - タム20400形貨車
  - タム20500形貨車
  - タム20800形貨車
  - タム20900形貨車
  - タム22000形貨車
  - タム23250形貨車
  - タム23700形貨車
  - タム23900形貨車
  - タム24000形貨車
  - タム25000形貨車
  - タム22000形貨車
  - タキ7100形貨車（3代）
  - タキ10150形貨車
  - タキ10200形貨車
  - タキ10300形貨車
  - タキ10350形貨車
  - タキ10400形貨車
  - タキ10450形貨車
  - タキ10500形貨車
  - タキ10550形貨車
  - タキ10600形貨車
  - タキ10700形貨車
  - タキ10800形貨車
  - タキ10900形貨車
  - タキ11200形貨車
  - タキ11300形貨車
  - タキ11500形貨車
  - タキ11600形貨車
  - タキ11700形貨車
  - タキ11750形貨車
  - タキ11800形貨車
  - タキ12000形貨車
  - タキ12200形貨車
  - タキ12300形貨車
  - タキ12400形貨車
  - タキ12500形貨車
  - タキ13600形貨車
  - タキ14300形貨車
  - タキ14400形貨車
  - タキ14500形貨車
  - ホキ7200形貨車
- 札幌市交通局
  - 710形電車
- 岩手開発鉄道
  - DD56形ディーゼル機関車
- 上武鉄道
  - ワム8000形貨車
- 京成電鉄
  - 3300形電車
  - モニ10形電車
- 秩父鉄道
  - ワキ800形貨車
  - トキ500形貨車
  - ヨ10形貨車
- 西武鉄道
  - 801系電車
  - ホキ81形貨車
  - ホキフ71形貨車
- 営団地下鉄
  - 1500形電車
  - 6000系電車
- 東京都交通局
  - 6000形電車
- 京浜急行電鉄
  - チ60形貨車
- 相模鉄道
  - ホキ800形貨車
- 静岡鉄道
  - クモハ350形電車
- 近畿日本鉄道
  - 2410系電車
  - 6020系電車
- 阪神電気鉄道
  - 5311形電車
- 阪急電鉄
  - 5000系電車
- 大阪市交通局
  - 30系電車
- 水島臨海鉄道
  - ワム800形貨車
- アルプス山麓鉄道
  - ABe6/6形電車
- チェコスロバキア国鉄
  - タトラK5電車
  - タトラT3
  - タトラT4電車
- ニューサウスウェールズ州営鉄道
  - 試作2階建て電車
- ボリビア国鉄
  - DE95形ディーゼル機関車

### 消滅形式
- 日本国有鉄道
  - タ550形貨車
  - タ1450形貨車
  - タ1500形貨車
  - タ1600形貨車
  - タ2200形貨車
  - タ2350形貨車
  - タ3200形貨車
  - タ4200形貨車
  - タム1形貨車
  - タム1700形貨車
  - タム1750形貨車
  - タム1800形貨車
  - タム1900形貨車
  - タム1700形貨車
  - タム5500形貨車
  - タム1700形貨車
  - タラ100形貨車
  - タラ300形貨車
  - タラ420形貨車
  - タラ600形貨車
  - タサ400形貨車
  - タサ1300形貨車
  - クム1000形貨車

### 受賞
- 第11回ブルーリボン賞 - 581系電車
- 第8回ローレル賞 - 該当車なし